# Барлоу, Сэм
Сэм Барлоу — британский геймдизайнер, наиболее известный как создатель компьютерных игр Her Story, Telling Lies, Immortality, а также двух игр из серии Silent Hill: Silent Hill: Origins и Silent Hill: Shattered Memories. Барлоу на протяжении нескольких лет был руководителем разработки игр в студии Climax Studios, позже оставил её и работал как независимый разработчик-одиночка. В 2017 году Барлоу основал в Нью-Йорке собственную студию Half Mermaid.

## Биография
Барлоу родился около 1978 года, в начале 2015 года ему было 36 лет. Он вырос в Великобритании и не помышлял о карьере разработчика компьютерных игр, хотя, как и многие его сверстники, играл в игры дома и писал простейшие программы на Бейсике. Ещё в студенческие годы Барлоу заинтересовался жанром interactive fiction и создал несколько текстовых игр — среди них была Aisle (1999), получившая премию XYZZY Awards. Aisle была примечательна концепцией «одного действия» — любое действие игрока немедленно завершало игру, приводя к одной из множества концовок, так что игрок должен был переигрывать её многократно, узнавая больше о герое и его жизни. После окончания университета Барлоу переехал в США и работал в компании MicroStrategy в сфере business intelligence. Эта работа была связана с обработкой больших баз данных с информацией о клиентах и повлияла на интерес Барлоу к нелинейным цифровым повествованиям.

### Climax и Silent Hill
После крушения пузыря доткомов Барлоу потерял работу в США и вернулся в Великобританию. Он по совету друга-программиста пытался устроиться на работу в индустрию компьютерных игр как художник и действительно нашёл такую работу в студии Climax Studios, где работал над шутером Serious Sam: Next Encounter. Его перевели на работу в отдел геймдизайна, поскольку, по словам Барлоу, «я без конца говорил о дизайнерских штуках». В 2004 году он работал над Serious Sam: Next Encounter в должности главного дизайнера в команде из приблизительно 20 человек. Первой игрой, созданной уже полностью под его руководством, стал симулятор мотокросса Crusty Demons — Барлоу позже называл её «ужасной». Он также руководил разработкой игры Ghost Rider по фильму «Призрачный гонщик».
Позже Барлоу был назначен главным сценаристом и дизайнером хоррор-игры Silent Hill: Origins, выпущенной в 2006 году. К этому моменту у игры уже был ранний прототип, созданный американским подразделением Climax в Лос-Анджелесе. Это подразделение было закрыто в 2006 году, а проект передан британскому подразделению в Портсмуте, где работал Барлоу. Эта ранняя версия игры представляла собой намеренно глупую черную комедию с клише фильмов категории B. Барлоу и его коллеги из портсмутской студии желали все переделать в намного более мрачном и серьёзном духе, характерном для серии Silent Hill. Компания-издатель Konami дала разрешение на такую переработку при условии, что она не повлияет на бюджет и сроки выхода игры. Барлоу сам за две недели написал новый сценарий, а также придумал и нарисовал новых монстров вместо предложенных американским подразделением зомби. Он также сделал главного героя Трэвиса более проработанным, связав его прошлое с городом Сайлент Хилл. Барлоу позже говорил, что особо гордится этим проектом — не в творческом плане, а в плане того, как много удалось сделать за очень короткое время.
Silent Hill: Origins оказалась достаточно успешной, и Climax получила возможность продолжить работу над серией Silent Hill. Барлоу был рад работать над серией Silent Hill и говорил, что медиафраншизы, где издатель разрешает разработчикам сказать «мы хотим рассказать глубокую, значимую, трогательную историю», можно пересчитать по пальцам одной руки. Он последовательно создал для издателя две концепции новых игр серии — Brahms PD о полицейских в мире Silent Hill и Cold Heart о студентке, потерявшейся в заснеженном городе. Эти концепции объединяла механика «психологического профилирования» — игра должна была выяснять характер игрока и соответственно меняться, создавая для каждого игрока подстроенный именно под его страхи кошмар. Барлоу вдохновлялся своим участием в сообществе авторов interactive fiction в 1990-х годах и хотел, чтобы игра реагировала на поведение игрока в целом, не только на какие-то конкретные выборы.
Хотя эти концепции не получили поддержки издателя, в конечном счёте Konami поручила Climax создание игры Silent Hill: Shattered Memories (2009) — формально ремейка самой первой игры серии для консоли Nintendo Wii, рассчитанного на широкую аудиторию «казуальных» игроков. Барлоу как руководитель разработки и сценарист игры смог внести в неё свои наработки из Brahms PD и Cold Heart, в том числе психологическое профилирование. Ещё одной идеей Барлоу был полный отказ от сражений с врагами — их заменили на погони, где игровой персонаж должен был бежать, спасая свою жизнь. Shattered Memories, несмотря на высокие оценки прессы, не была коммерчески успешной и едва окупила затраты. Барлоу находил утешение в письмах игроков, которых восхитила и тронула психологическая и повествовательная часть игры. В 2015 году, уже во время работы над Her Story, он называл Shattered Memories «пожалуй, лучшей вещью, которую я когда-либо сделал».
После Shattered Memories Барлоу некоторое время работал над фэнтезийной игрой Elveon — ей ранее занималась братиславская студия 10Tacle, а Climax игру передали для редизайна и доработки. Вскоре, однако, инвесторы окончательно разочаровались в проекте, и он был закрыт. В течение трёх следующих лет Барлоу руководил разработкой Legacy of Kain: Dead Sun, крупнобюджетной фэнтезийной экшн-игры о вампирах. Команда разработчиков под управлением Барлоу разрослась с 30 до 100 человек. В проект были вложены большие средства, но Барлоу ощущал на себе давление издателя Square Enix, выставлявшего требования в духе «кровавых сражений» и «предметов, которые можно собирать». По задумке издателя, Dead Sun должна была быть мрачным взрослым фэнтези в духе сериалов канала HBO и ориентироваться уже на аудиторию любителей шутеров типа Call of Duty. В 2012 году издатель отменил уже наполовину готовый проект, считая, что он не будет достаточно прибыльным. Барлоу позже называл этот проект самым трудным, над каким он только работал, и величайшим провалом своей карьеры. После отмены Dead Sun он размышлял, ради чего вкладывал столько личных усилий в этот проект в ущерб семье и всей своей остальной жизни. В 2014 году Барлоу уволился из Climax и стал независимым разработчиком-одиночкой — он считал, что так сможет рассказывать такие истории, которыми мейнстримная индустрия компьютерных игр обычно пренебрегает.

### Her Story

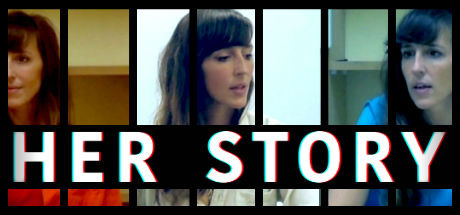
Her Story (2015) строится на видеозаписях с живой актрисой Сайферт, Вива

Барлоу, по его собственным словам, в годы своей работы на студию испытывал сильную профессиональную зависть к некоторым инди-разработчикам — они могли превращать свои оригинальные и глубоко личные идеи в полноценные игры. Он приводил в пример игры наподобие 80 Days и Year Walk. Проект Her Story вырос из идеи Барлоу сделать игру о полицейских допросах. Предыдущая работа над Dead Sun внушила ему неприязнь к технологии захвата движения, дорогостоящей и связанной со множеством неудобств и для актёров, и для работающих с ними разработчиков. Барлоу считал, что существует гораздо более дешёвое и простое решение — FMV-игры: вместо того, чтобы пытаться создать на движке игры что-то напоминающее видеозапись, можно сразу записывать видео с живым актёром. Барлоу был знаком с актрисой Вивой Сайферт по разработке Dead Sun, где она озвучивала одну из героинь, связался с ней и предложил свою идею. Геймплей Her Story включает в себя множество фрагментов видео с Сайферт в роли арестованной женщины, которую допрашивают полицейские по подозрению в убийстве — упорядочивая эти фрагменты и находя новые по ключевым словам, игрок должен составить упорядоченную картину того, что произошло на самом деле. Барлоу считал, что современный мир переполнен сторителлингом, что игроки хорошо умеют опознавать и разгадывать истории, и для его игры это даже хорошо — она опирается на интеллект игроков как зрителей и слушателей.
Выпущенная в 2015 году Her Story получила похвалы критиков и оказалась коммерчески успешной по меркам инди-игр. Она получила множество престижных наград и номинаций, в том числе премию The Game Awards в номинациях «Лучшее повествование» и «Лучшая актёрская игра», премию Британской Академии в области видеоигр как лучшая дебютная игра, как лучшая мобильная игра и за инновации в играх, награды Game Developers Choice Awards за лучшее повествование, лучшую портативную или мобильную игру и инновации в играх, а также Гран-при имени Шеймаса Макнелли и награду за лучшее повествование на фестивале Independent Games Festival в 2016 году.
В 2016 году на конференции Game Developers Conference Барлоу объявил о совместном проекте со студией Interlude, позже переименованной в Eko: они собирались создать «перезагрузку» фильма 1983 года «Военные игры» в формате интерактивного проекта. Работа над «Военными играми» стартовала в начале 2018 года. Выпущенный в марте 2018 года сериал «Военные игры» получил посредственные отзывы прессы: Эндрю Уэбстер из The Verge называл его «занимательной попыткой создать интерактивный телесериал, соединённый с полной клише историей о хакерах».

### Half Mermaid и Telling Lies
Хотя Her Story Барлоу создал и выпустил как независимый разработчик-одиночка, он прислушался к совету создать собственную продакшн-компанию и работать уже в рамках юридического лица. В 2017 году он зарегистрировал компанию Half Mermaid Productions. Название он позаимствовал из собственного нереализованного проекта Drowning A Mermaid — истории о вымышленном фильме, который якобы снимал Альфред Хичкок с актрисой и пловчихой Уильямс Эстер, имевшей прозвище «русалка за миллион» (англ. Million Dollar Mermaid).
В 2019 году Барлоу и Half Mermaid выпустили свою следующую игру — Telling Lies. Она развивает концепцию Her Story — игрок изучает разрозненные записи общения по видеосвязи уже не одного, а четырёх персонажей, один из которых оказывается внедрённым агентом ФБР. Бюджет Telling Lies был уже гораздо больше, чем Her Story, и Барлоу шутил о ней, что «мы можем показывать на экране больше одного персонажа. Съемки на открытом воздухе. Деревья». Telling Lies содержит тему слежки — согласно сюжету игры, это записанные спецслужбами личные видео, герои которых не знают, что их записывают. Барлоу почерпнул эту идею из своих чтений об Optic Nerve, программе слежки за гражданами Центра правительственной связи Великобритании. Его поразило, как записи Optic Nerve напоминают его собственную игру Her Story. Издателем игры выступила компания Annapurna Interactive, известная выпуском необычных инди-игр. Как и Her Story, Telling Lies получила хвалебные отзывы критиков и ряд наград — среди них была премия Golden Joystick Awards за лучшую актёрскую игру, которую получил актёр Логан Маршалл-Грин. Барлоу возражал против термина «интерактивный фильм» — с его точки зрения, игра хоть и содержит заснятую на видео актёрскую игру, но по своей структуре отличается и от кино, и от обычных компьютерных игр: это нелинейное повествование, с которым игрок должен активно работать, чтобы разобраться, что случилось.

### Immortality

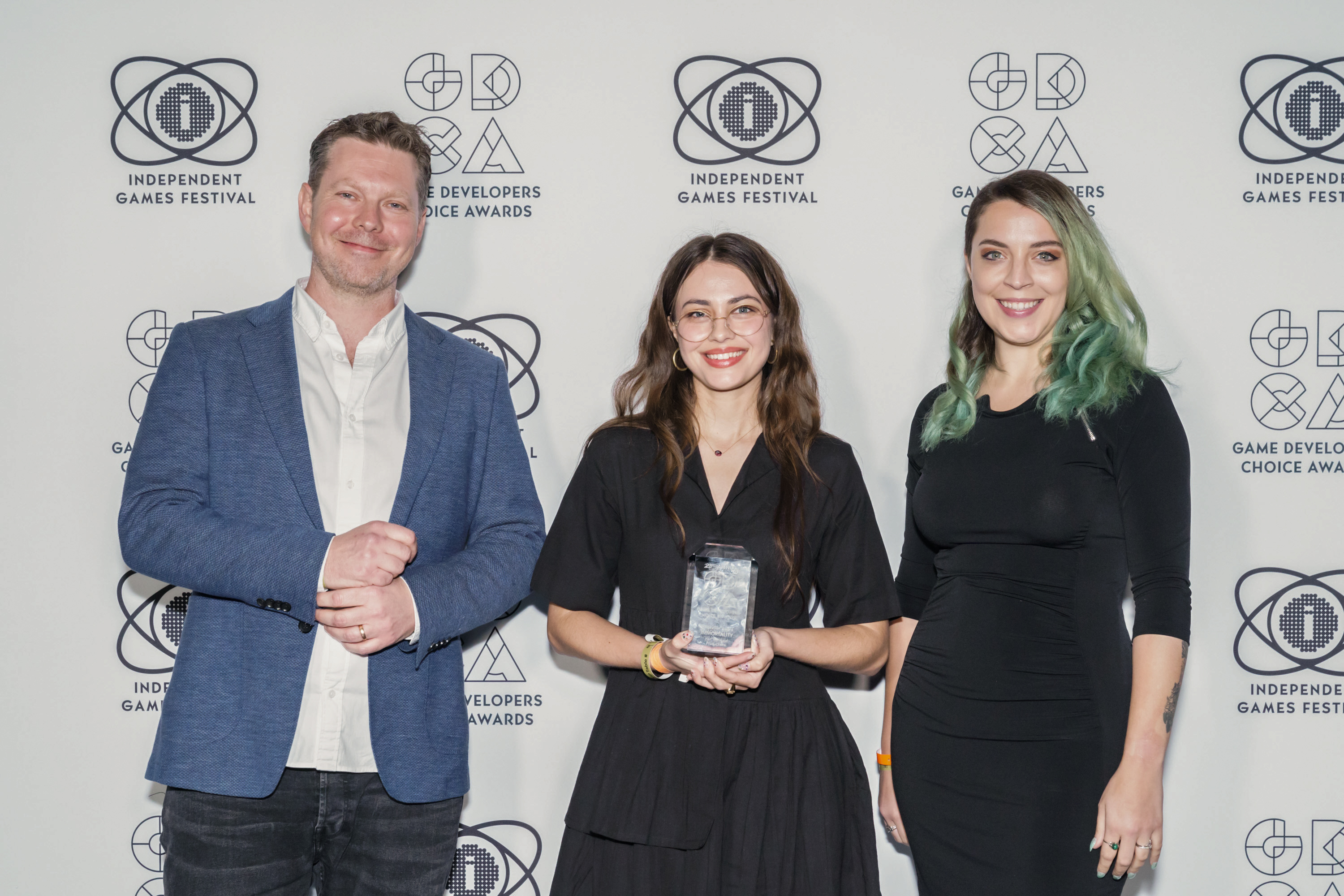
Барлоу и сотрудницы Half Mermaid с присуждённой Immortality наградой на Game Developers Conference в 2023 году

Игра Immortality, выпущенная Барлоу и Half Mermaid в 2022 году, также использует фрагменты записанного видео с живыми актёрами, из которого игрок сам должен восстановить повествование. При этом сам принцип работы с видеофрагментами отличается: если в Her Story и Telling Lies игрок должен был искать видео по ключевым словам, геймплей Immortality строится на сопоставлении объектов в кадре. Это заставляет игрока искать в кадре определённые образы и мотивы. Сюжет Immortality связан с тремя вымышленными кинофильмами в разных жанрах и стилях — в них, согласно сюжету игры, снялась актриса Марисса Марсель, и игрок должен разгадать её тайну, отсматривая фрагменты найденных киноплёнок. Барлоу называл эту игру «в десять раз более амбициозной, чем Telling Lies» и говорил, что она исследует как отношения между игрой и игроком, так и то, как историю рассказываются в кинематографе — от производственного процесса до акта просмотра фильма зрителем. Барлоу рассуждал о реализованном в игре подходе как об «отказе от контейнера»: по его мнению, разработчики игр должны отбросить условные ограничения, свойственные фильмам и телесериалам прошлого и определяющие саму структуру произведения. Как и предыдущие игры Барлоу, Immortality получила ряд престижных наград и номинаций, в том числе Golden Joystick Awards за лучшую актёрскую игру актрисе Манон Гейдж, сыгравшей роль Мариссы Марсель, вновь премию Game Developers Choice Awards за инновации в играх, награду Independent Games Festival за лучшее повествование и премию Британской Академии в области видеоигр также за лучшее повествование.

### Будущие проекты
В 2024 году Барлоу объявил о работе над двумя новыми играми. Одна из них под рабочим названием Project C должна продолжить «традиции» Immortality, а другая, Project D — стать survival horror от третьего лица в духе Silent Hill: Shattered Memories.

## Игры
| Год  | Название                        | Роль                         | Издатель                         |
| ---- | ------------------------------- | ---------------------------- | -------------------------------- |
| 1999 | Aisle                           | Разработчик                  | —                                |
| 2004 | Serious Sam: Next Encounter     | Главный дизайнер             | Global Star Software             |
| 2006 | Crusty Demons                   | Главный дизайнер             | Deep Silver                      |
| 2007 | Ghost Rider                     | Главный дизайнер             | 2K Games                         |
| 2007 | Silent Hill: Origins            | Главный дизайнер и сценарист | Konami                           |
| 2009 | Silent Hill: Shattered Memories | Главный дизайнер и сценарист | Konami                           |
| 2015 | Her Story                       | Руководитель и сценарист     | —                                |
| 2019 | Telling Lies                    | Руководитель и сценарист     | Annapurna Interactive            |
| 2022 | Immortality                     | Руководитель и сценарист     | Half Mermaid Productions Netflix |

### Другие произведения
| Год  | Название       | Роль                    | Издатель |
| ---- | -------------- | ----------------------- | -------- |
| 2018 | «Военные игры» | Креативный руководитель | Eko      |

### Отменённые игры
| Название                 | Роль         |
| ------------------------ | ------------ |
| Elveon                   | Геймдизайнер |
| Legacy of Kain: Dead Sun | Руководитель |